# Schaberer
Schaberer ist ein Ortsteil der oberbayerischen Gemeinde Eurasburg im Landkreis Bad Tölz-Wolfratshausen. Die Einöde liegt circa einen Kilometer nördlich von Beuerberg.